# The Blanck Mass Sessions
| Recensione       | Giudizio |
| ---------------- | -------- |
| Rollingstone     |          |
| Ondarock         |          |
| Sentireascoltare |          |

The Blanck Mass Sessions è il primo album di remix del gruppo musicale britannico Editors, pubblicato il 4 maggio 2019. Il disco contiene l'inedito Barricades e sette brani già pubblicati nell'album in studio Violence in versione alternativa.

## Tracce
1. Barricades (The Blanck Mass recording) – 4:11
2. Cold (The Blanck Mass recording) – 4:04
3. Hallelujah (So Low) (The Blanck Mass recording) – 3:40
4. Violence (The Blanck Mass recording) – 6:08
5. Darkness at the Door (The Blanck Mass recording) – 3:28
6. Nothingness (The Blanck Mass recording) – 5:04
7. Magazine (The Blanck Mass recording) – 4:04
8. Counting Spooks (The Blanck Mass recording) – 5:49

Durata totale: 36:28

## Classifiche

### Classifiche settimanali
| Classifica (2019) | Posizione massima |
| ----------------- | ----------------- |
| Austria           | 67                |
| Belgio (Fiandre)  | 13                |
| Belgio (Vallonia) | 109               |
| Germania          | 53                |
| Paesi Bassi       | 36                |
| Svizzera          | 90                |